# Nieuw-Buinen
Nieuw-Buinen (52° 58′ N, 6° 57′ L) é uma cidade dos Países Baixos, na província de Drente. Nieuw-Buinen pertence ao município de Borger-Odoorn, e está situada a 21 km, a norte de Emmen.
A área de Nieuw-Buinen, que também inclui as partes periféricas da cidade, bem como a zona rural circundante, tem uma população estimada em 5020 habitantes.